# Hyposidra afflictaria
Hyposidra afflictaria là một loài bướm đêm trong họ Geometridae.